# (33318) 1998 MU9
1998 MU9 (asteroide 33318) é um asteroide da cintura principal. Possui uma excentricidade de 0.22621280 e uma inclinação de 6.72043º.
Este asteroide foi descoberto no dia 19 de junho de 1998 por LINEAR em Socorro.